# پائولا-پائولا
پائولا-پائولا (ایتالیایی: Paula-Paula) فیلمی اِروتیک به کارگردانی خسوس فرانکو است که در سال ۲۰۱۰ منتشر شد. از بازیگران این فیلم می‌توان به لینا رومای، کارمِن مونتِس و پائولا دیویس اشاره کرد.